# Gustave Bonnet
Pour les articles homonymes, voir Bonnet.
Joseph Gustave Bonnet, né à Marseille le 18 juin 1810 et mort à Hyères (Var) le 9 février 1875 , est un ingénieur général français des Ponts et chaussées. Ancien élève du lycée Thiers et de l'École polytechnique, admis à l'école des Ponts et chaussées en 1830, il démissionne en 1832 pour se consacrer à la doctrine de Saint Simon puis réintègre l'établissement pour y terminer ses études.

## L'ingénieur urbaniste

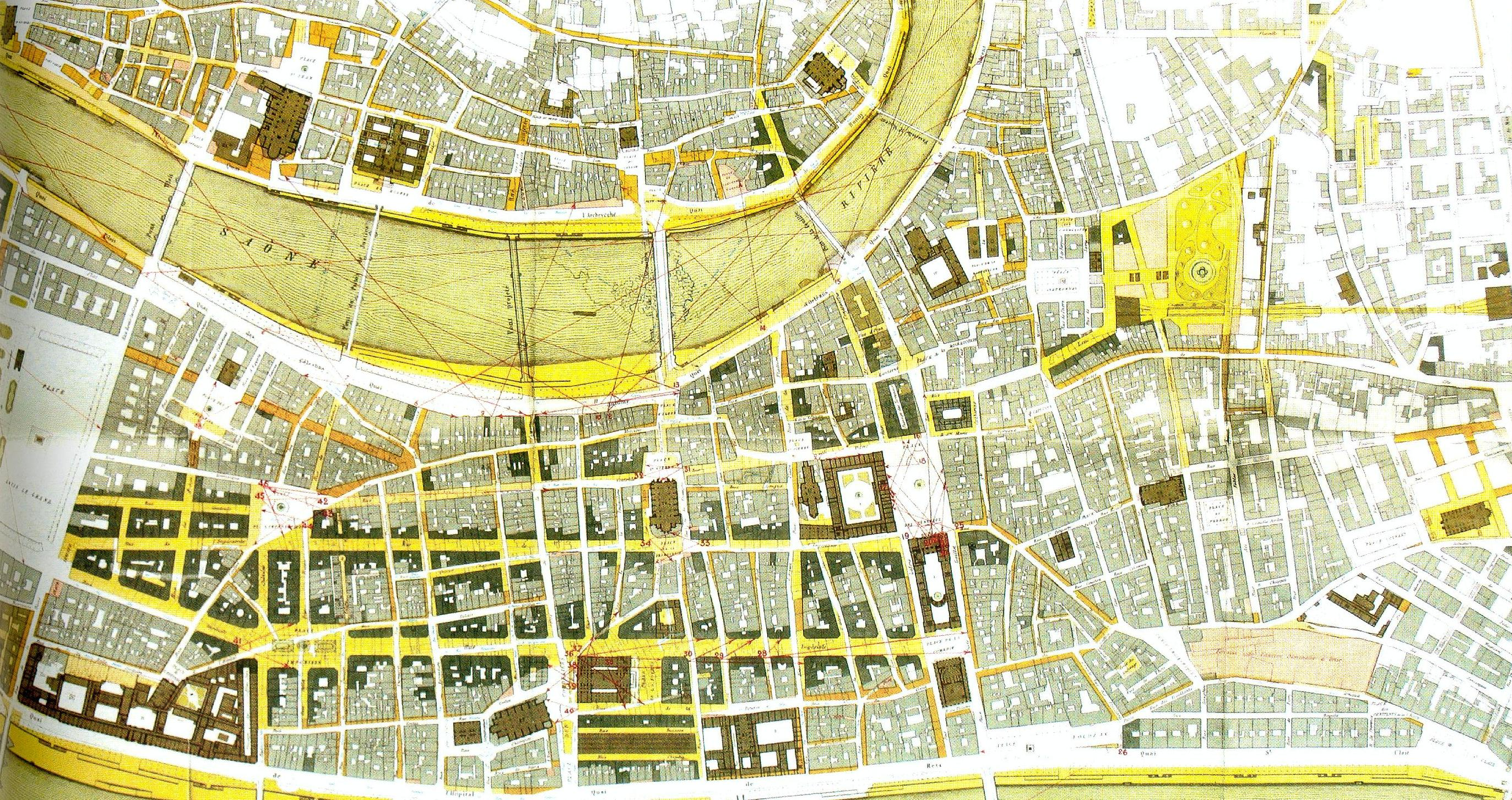
Plan de Lyon 1863.

Gustave Bonnet est nommé directeur de la voirie à Lyon en 1845 ; il mène les travaux de la rue de la République, de la rue Impératrice et lutte contre l'inondation de 1856.
Il permet à la ville de Lyon l'acquisition d'une cartographie de la ville réalisée par Dignoscyo et gravée par Rembielinsky. En 1860, un avant projet de triangulation relatif aux plans de la ville est confié par Gustave Joseph Bonnet, à Faucheux, ancien officier du Génie, ingénieur adjoint. Les prérogatives de Bonnet sont très larges puisque le service de la voirie qu’il est amené à diriger se trouve doté d’un budget qui approche les 600 000 francs en 1857. Il est nommé Inspecteur général par l'Empereur en 1869. Gustave Bonnet est ainsi devenu le maître d'œuvre de l'urbanisme lyonnais durant les 16 années de sa présence à Lyon, sous les ordres du Préfet Claude-Marius Vaïsse. Gustave Bonnet participe notamment à la construction du Palais de la Bourse et du Commerce aux côtés de Tony Desjardins (1814 † 1882).

## Le naturaliste
Gustave Bonnet est également peintre, dessinateur, sculpteur, Ingénieur en chef du Service municipal et responsable des espaces verts de la ville et à ce titre, directeur du jardin botanique de Lyon, entre 1859 et 1870. Il aménage le Parc de la Tête d'Or et en devient le directeur. En 1865, il dirige la construction des grandes serres et de la serre des agaves. Il devient un « naturaliste acharné » et devient membre de la Société impériale zoologique d'acclimatation.

## La villa Marguerite à Hyères
Gustave Bonnet est aussi propriétaire à Hyères, dans le quartier de Costebelle, de la Villa Marguerite, propriété voisine du Plantier de Costebelle et l'ingénieur lyonnais plante dans le parc d'acclimatation de sa maison de villégiature de nombreux palmiers rares, notamment des Jubaea chilensis, qui sont parmi les plus beaux spécimens des environs. Il est également le voisin d'un botaniste parisien, Jacques Nicolas Ernest Germain de Saint-Pierre.

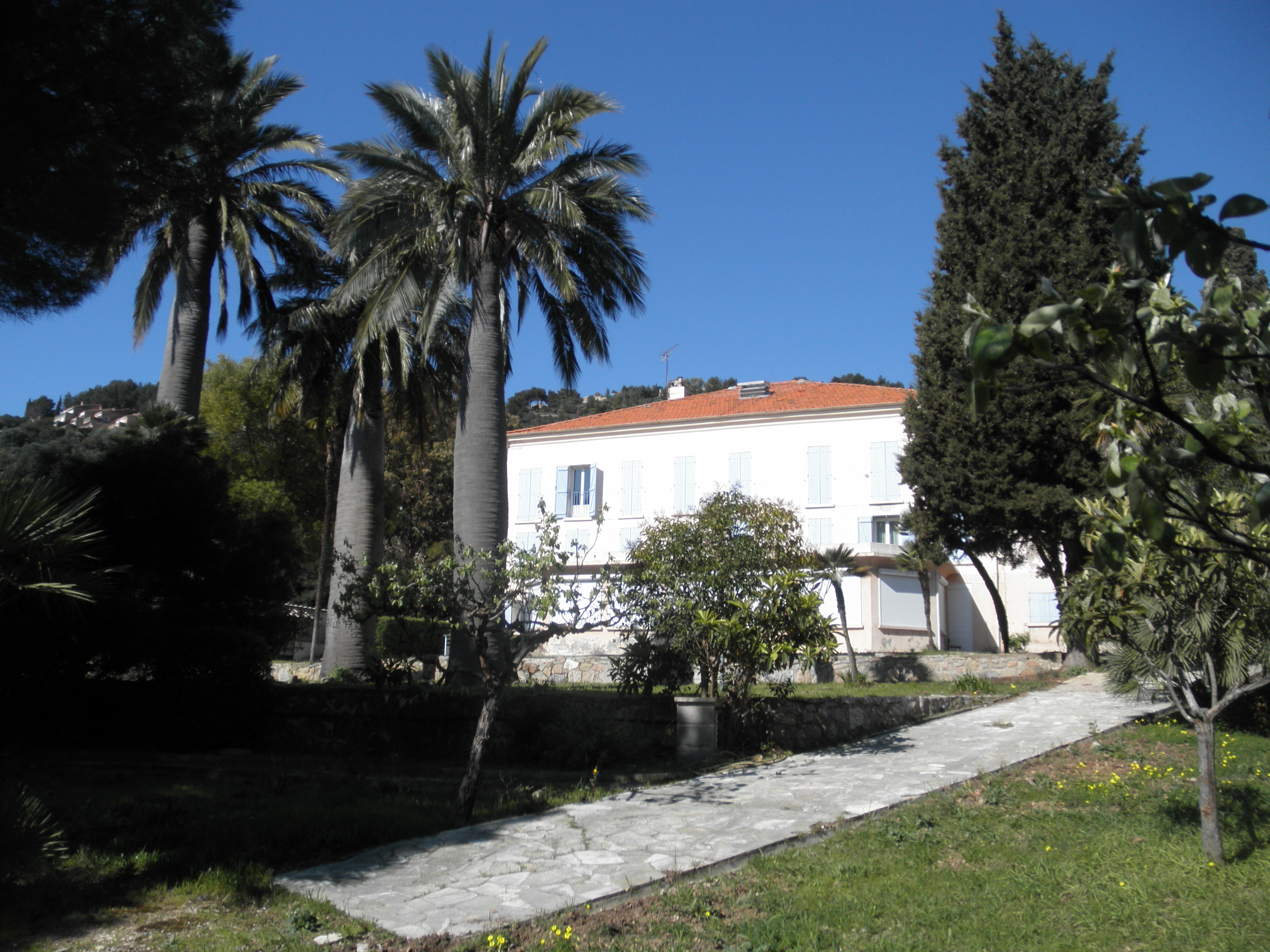
La Villa Marguerite à Costebelle (Hyères).
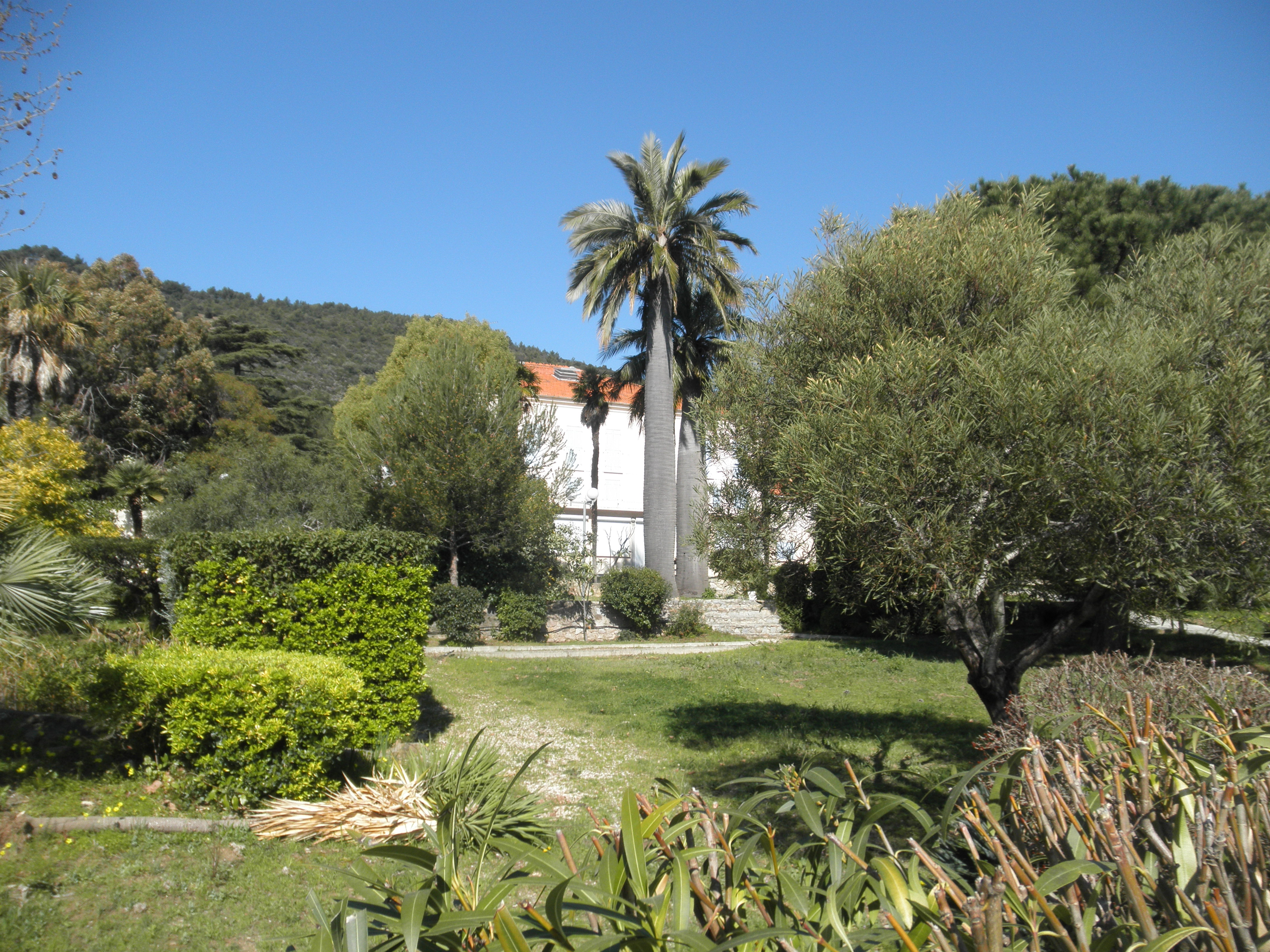
La Villa est actuellement un centre social "Les Mimosas".
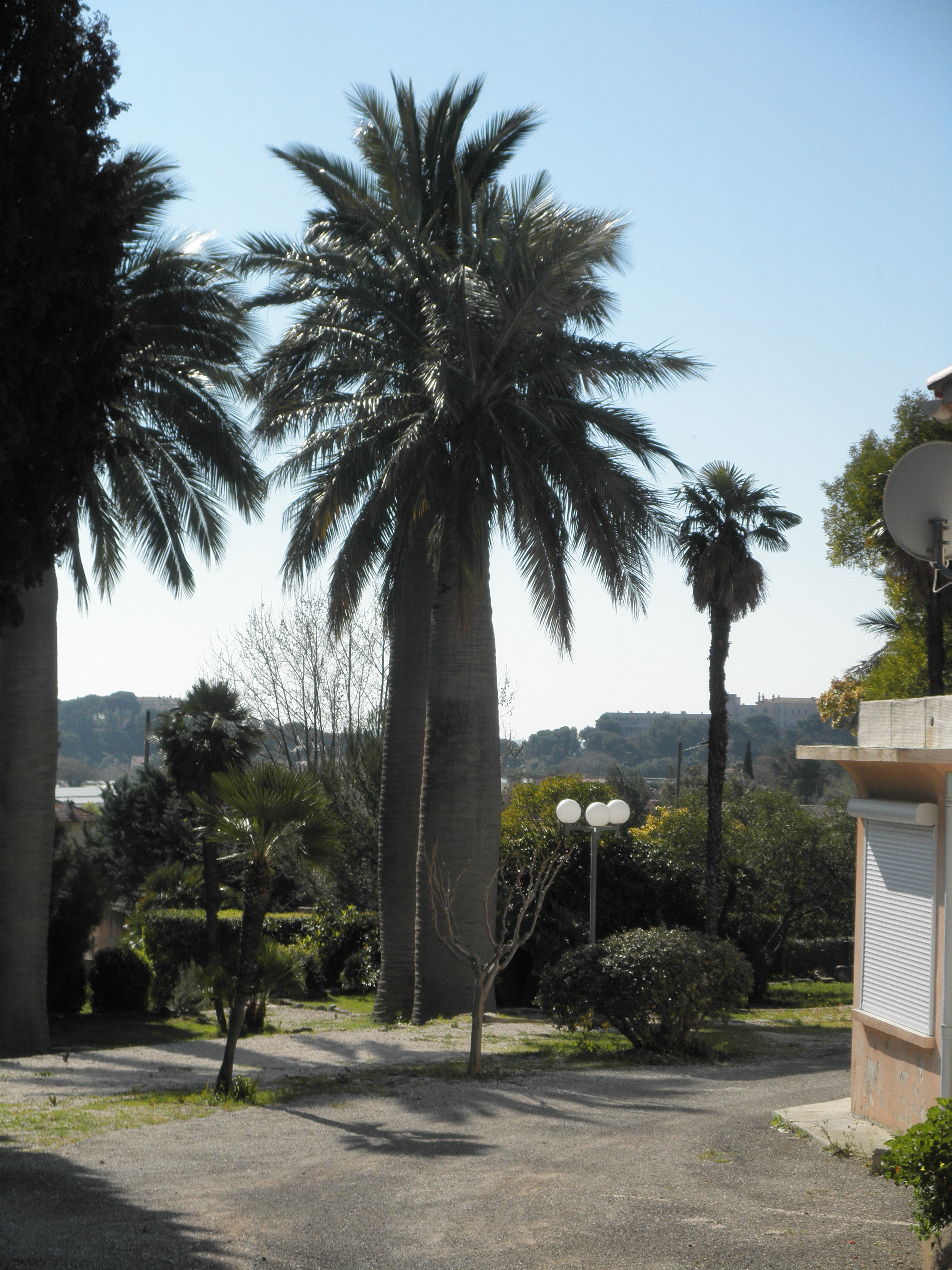
Les cocotiers du Chili de la Villa de Gustave Bonnet.